# Schindylèse
Une schindylèse, ou « articulation à rainure », est une articulation fibreuse dont les surfaces osseuses en présence ont la forme, l'une d'une crête et l'autre d'une rainure : la crête s'encastre dans la rainure.
La schindylèse entre le vomer et l'os sphénoïde est la seule que l'on peut retrouver chez l'être humain.